# やわたハイランド191リゾート
やわたハイランド191リゾートは、広島県山県郡北広島町西八幡原にあるスキー場である。
このスキー場周辺の八幡地域は過去に積雪207cm(2011年)を記録するなど中国地方の中でも特に豊富な積雪量を誇り、それを生かした営業がなされている。
10-11シーズンより、八幡高原191から当名称に変更された。

## ゲレンデ

### コース
(左から、全長、平均斜度、最大斜度）
- Aコース (1,100m,18°,22°)
- Bコース (1,050m,19°,26°)
- Cコース (1.100m,23°,31°)
- Dコース (500m,8°,18°)
- Eコース (1,050m,19°,26°)
- Fコース (400m,12°,20°)
- Gコース (450m,10°)

そりゲレンデも設置されている。

### リフト
- 第1ペアリフト (331m)
- 第2ペアリフト (747m)
- 第3ペアリフト (746m)
- 第4ペアリフト (341m)

## アクセス
- 中国自動車道 戸河内ICから国道191号経由で29km、駐車場1000台完備
- 広島駅新幹線口より広交観光スキーバスで2時間。
- 山陽本線・可部線 横川駅前より広交観光スキーバスで1時間45分。
- アストラムライン 古市駅より広交観光スキーバスで1時間30分。